# Matilda de Toscana
Matilda de Toscana sau Matilda de Tuscia, numită și Gran Contessa (în italiană Matilde di Canossa; n. anii 1040, Mantova, Lombardia, Italia – d. 24 iulie 1115, Bondeno di Roncore⁠(d), Reggiolo, Emilia-Romagna, Italia) aparținând Casei de Canossa, a fost contesă de Toscana, ducesă de Lotharingia Inferioară prin căsătoria cu Godefroi al IV-lea și ducesă de Bavaria prin căsătoria cu Welf al II-lea. Ea a fost principala susținătoare din Italia a papei Grigore al VII-lea în timpul Controversei pentru învestitură dintre papalitate și Sfântul Imperiul Roman. Matilda a rămas în istoria Evului Mediu datorită succeselor sale pe plan militar. 

## Copilărie și regență
Matilda a fost fiica lui Bonifaciu al III-lea, margraful de Toscana, conducătorul mai multor teritorii, printre care Reggio, Modena, Mantova, Brescia și Ferrara. El deținea, de asemenea, o mare moșie pe ambele versante ale Apeninilor, însă partea cea mai consistentă a stăpânirilor sale se afla în regiunile Lombardia și Emilia. Mama Matildei a fost Beatrice de Bar, una dintre fiicele lui Frederic al II-lea, ducele Lorenei Superioare, și a Matildei, fiica ducelui Herman al II-lea de Suabia.
Locul nașterii Matildei nu este cunoscut. Au fost sugerate Mantova, Modena, Cremona și Verona, deși opiniile recente ale cercetătorilor indică Lucca sau castelul din Porcari, situat în apropierea acestei localități. Bazându-se pe fluența cu care Matilda vorbea limba germană, unii autori au considerat că ea s-ar fi născut în Lorena, provincia de baștină a mamei sale.
Matilda a fost cel mai mic dintre copiii părinților săi. Tatăl ei a fost asasinat în 1052 și doar un an mai târziu a murit sora sa mai mare, Beatrice (numită astfel după mama ei). Mama Matildei, pentru a proteja moștenirea copiilor ei, s-a căsătorit cu Godefroi cel Bărbos, vărul ei care fusese duce de Lotharingia Inferioară înainte de a se revolta împotriva împăratului Henric al III-lea. Beatrice și Godefroi s-au căsătorit în 1053 sau 1054 în biserica San Pietro din Mantova ceremonia fiind oficiată de papa Leon al IX-lea, după ce acesta revenise din imperiu. În același timp, Matilda a fost logodită cu Godefroi cel Ghebos, fiul lui Godefroi cel Bărbos dintr-o căsătorie anterioară, așadar fratele vitreg al Matildei.
Împăratul Henric al III-lea a reacționat violent împotriva căsătoriei Beatricei, pe care el nu o aprobase, cu inamicul său, Godefroi, și s-a îndreptat spre Italia la începutul primăverii anului 1055 sosind la Verona în aprilie și apoi la Mantova înainte de Paște. Beatrice i-a scris împăratului cerând să-i permită libera trecere. Astfel spera să aibă șansa de a aduce explicații pentru gestul său. Ca urmare, Matilda a călătorit împreună cu tânărul ei fiu, Frederic, margraf de Toscana, și de mama ei Matilda de Suabia, care era sora bunicii împăratului, Gisela de Suabia. Tânăra Matilda a fost lăsată fie la Lucca, fie la Canossa și următorii câțiva ani ea și i-a petrecut între aceste două locații, sub custodia tatălui ei vitreg, Godefroi. Într-un prim moment, Henric a refuzat să o primească pe Beatrice, în cele din urmă întemnițând-o în condiții aspre; tânărul Frederic a fost tratat într-un mod mai adecvat, însă el a murit pe când se afla în custodia împăratului. La moartea fratelui ei Frederic, Matilda (pe atunci, în vârstă de 8 ani) a devenit singura moștenitoare a vastelor teritorii ale tatălui, aflate sub protecția tatălui ei vitreg.
Având soția în închisoarea imperială, Godefroi de Lorena a revenit în Sfântul Imperiu Roman pentru a pune la cale o nouă răscoală și a-l scoate pe Henric din Italia. Împreună cu aliatul său, contele Balduin al V-lea de Flandra, Godefroi de Lorena l-a silit pe împărat să înceapă negocierile de pace în 1056, iar lui Godefroi i s-a permis revenirea în Italia pentru a administra moșiile fiicei sale vitrege. Henric al III-lea a murit la puțină vreme după aceea, iar conciliul care s-a ținut sun conducerea papei Victor al II-lea la Köln l-a readus pe Godefroi sub favorurile imperiale, fie și numai formal. El și Beatrice s-au întors în Italia înainte de finele anului.
Familia Matildei a început să fie tot mai serios implicată într-o serie de alegeri papale din a doua jumătate a secolului al XI-lea. Fratele tatălui ei vitreg, Frederic, a devenit papă, sub numele de Ștefan al IX-lea, iar papii imediat următori, Nicolae al II-lea și Alexandru al II-lea fuseseră anterior episcopi de Toscana. Matilda a efectuat prima călătorie la Roma împreună cu familia ei, în anturajul papei Nicolae al II-lea în anul 1059. Forțele părinților ei erau folosite pentru protejarea acestor papi și pentru lupta împotriva antipapilor.
Între timp, sub supravegherea lui Arduino della Padule, Matilda a început să învețe arta militară, exersând călăria și lupta cu spada. Potrivit istoricului Lodovico Vedriani, erau două costume ale armurii Matildei în „Quattro Castelli” (Montezane, Montelucio, Montevetro și Bianell, achiziționate de Matilda pe colinele care să îi străjuiască drumul către și dinspre Canossa) până în 1622, când au fost vândute în piața din Reggio.
Potrivit biografului său, Donizone de Canossa, Matilda vorbea fluent „limba teutonică”, ca și „minunata limbă a francilor”. De asemenea, ea scria în limba latină.
Cândva în această perioadă, Matilda s-a căsătorit până la urmă cu fratele ei vitreg, Godefroi cel Ghebos, față de care ea avea un mare dispreț. În 1071 ea a născut-o pe fiica ei, Beatrice. Toate biografiile Matildei susțin că noul născut a murit în primul an de viață, deși genealogiile contemporane lui Michelangelo Buonarroti consideră că mica Beatrice ar fi supraviețuit, iar Michelangelo însuși se revendica a fi descendent din Beatrice și, prin urmare, din Matilda. Biserica Catolică, desigur motivată de propriile sale pretenții asupra proprietăților Matildei, a susținut mereu că aceasta nu ar fi avut niciodată vreun copil. Matilda și soțul ei Godefroi s-au despărțit după moartea lui Godefroi cel Bărbos din 1069, iar Godefroi cel Ghebos s-a întors în imperiu, unde până la urmă a obținut Ducatul Lotharingiei Inferioare.

## Conflictul dintre împăratulHenric al IV-leașipapalitate

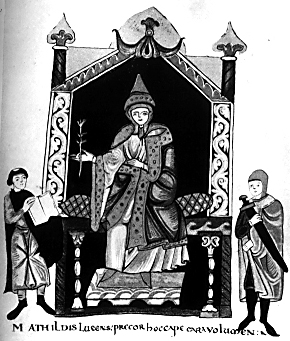
Matilda, primind propria biografie Vita Mathildis de la autor (Donizone de Canossa, stânga).

Atât mama cât și soțul Matildei au murit în 1076 lăsând-o singură în a conduce marile posesiuni din Italia și domeniile din Lorena. Matilda a jucat un rol important în conflictul dintre papa Grigore al VII-lea și regele romano-german Henric al IV-lea ajuns într-un punct critic. Excomunicarea lui Henric de către papă a dus la scăderea evidentă a numărului principilor pe a căror susținere se baza acesta în imperiu. Regele a traversat Alpii în acea iarnă compărând la începutul lui 1077 la Canossa ca penitent desculț în zăpadă la porțile castelului Matildei unde papa se afla ca oaspete al contesei.
Acest faimos episod numit „Penitența de la Canossa”, marcând o imensă victorie morală a papei, nu a rezolvat însă problema Controversei pentru învestitură decât pe termen scurt. În 1080 Henric al IV-lea a fost încă o dată excomunicat, iar în anul următor a traversat din nou Alpii cu scopul fie de a-l sili pe papă să îi ridice excomunicarea și să îl încoroneze ca împărat, fie de a-l destitui pe Grigore al VII-lea în favoarea unui suveran pontif mai cooperant.
Matilda controla toate trecătorile vestice din munții Apenini astfel încât Henric s-a văzut nevoit ca, pentru a ajunge la Roma, să treacă prin Ravenna. Din această poziție, el ar fi avut mari dificultăți în a asedia Roma. Totuși, unii dintre aliații săi din Italia au reușit să o înfrângă pe Matilda în bătălia de la Volta Mantovana (din apropiere de Mantua) în octombrie 1080, iar până în decembrie cetățenii din Lucca, pe atunci principalul oraș din Toscana, deja se revoltaseră, alungându-l pe episcopul Anselm. Cu acea ocazie, Matilda ar fi cedat cunoscutul Ponte della Maddalena, situat în locul în care Via Francigena se intersectează cu râul Serchio, la Borgo a Mozzano.
În 1081 Matilda a suferit și alte pierderi, iar Henric a deposedat-o de posesiunile din Italia în mod formal în luna iulie. Cu toate acestea, ea a rămas în tabăra papei Grigore ca principal agent al acestuia de comunicare cu nordul Europei, deși suveranul pontif pierduse controlul asupra Romei și fusese blocat în castelul Sant'Angelo. După ce Henric a obținut pecetea papei, Matilda a scris susținătorilor din imperiu să acorde credit exclusiv mesajelor papale trimise prin persoana ei.
Controlul dobândit de Henric asupra Romei i-a permis să aleagă un papă propriu, pe antipapa Clement al III-lea care l-a și încoronat pe regele german ca împărat romano-german. Odată încheiat acest episod, Henric s-a întors în imperiu lăsând pe seama aliaților săi italieni punerea în practică a deposedării Matildei de teritoriile sale. Însă încercările acestora s-au năruit după ce Matilda a obținut o victorie categorică asupra lor la Sorbara (lângă Modena) în data de 2 iulie 1084.
Papa Grigore al VII-lea a murit în 1085, iar forțele Matildei alături de cele ale principelui Iordan I de Capua, au fost trimise pentru a-l sprijini pe noul papă, Victor al III-lea, pentru a-l contracara pe antipapa Clement. În 1087 Matilda a condus o expediție asupra Romei într-o tentativă de a-l instala pe Victor, însă forța contraatacului trupelor imperiale l-au convins pe noul papă să se retragă din oraș.
În jurul anului 1090 Matilda s-a căsătorit cu ducele Welf al II-lea de Bavaria, provenit dintr-o familie al cărei nume (Welf, în versiunea italiană Guelf) va deveni sinonim cu partizanii papalității în conflictul acesteia cu împărații romano-germani (ai căror susținători erau denumiți ghibelini). Această mutare l-a forțat pe Henric al IV-lea să revină în Italia unde a izgonit-o pe Matilda în regiunea montană. El a fost din nou umilit la Canossa, de această dată din punct de vedere militar, în octombrie 1092, moment din care influența sa în Italia a scăzut fără a-și mai reveni vreodată.
În 1095 Henric a încercat să schimbe situația prin atacarea castelului Matildei din Nogara, însă sosirea contesei în fruntea unei puternice armata l-a silit pe împărat să se retragă. În 1097 Henric s-a retras total din Italia, moment din care domnia Matildei a devenit practic de necontestat, deși ea a continuat să lanseze operațiuni militare destinate restaurării autorității sale asupra orașelor italiene rămăse loiale Imperiului. Ea a condus expediții militare reușite asupra orașelor Ferrara (1101), Parma (1104), Prato (1107) și Mantova (1114). În 1111 la Bianello, împăratul Henric al V-lea a numit-o vicerege de Liguria.

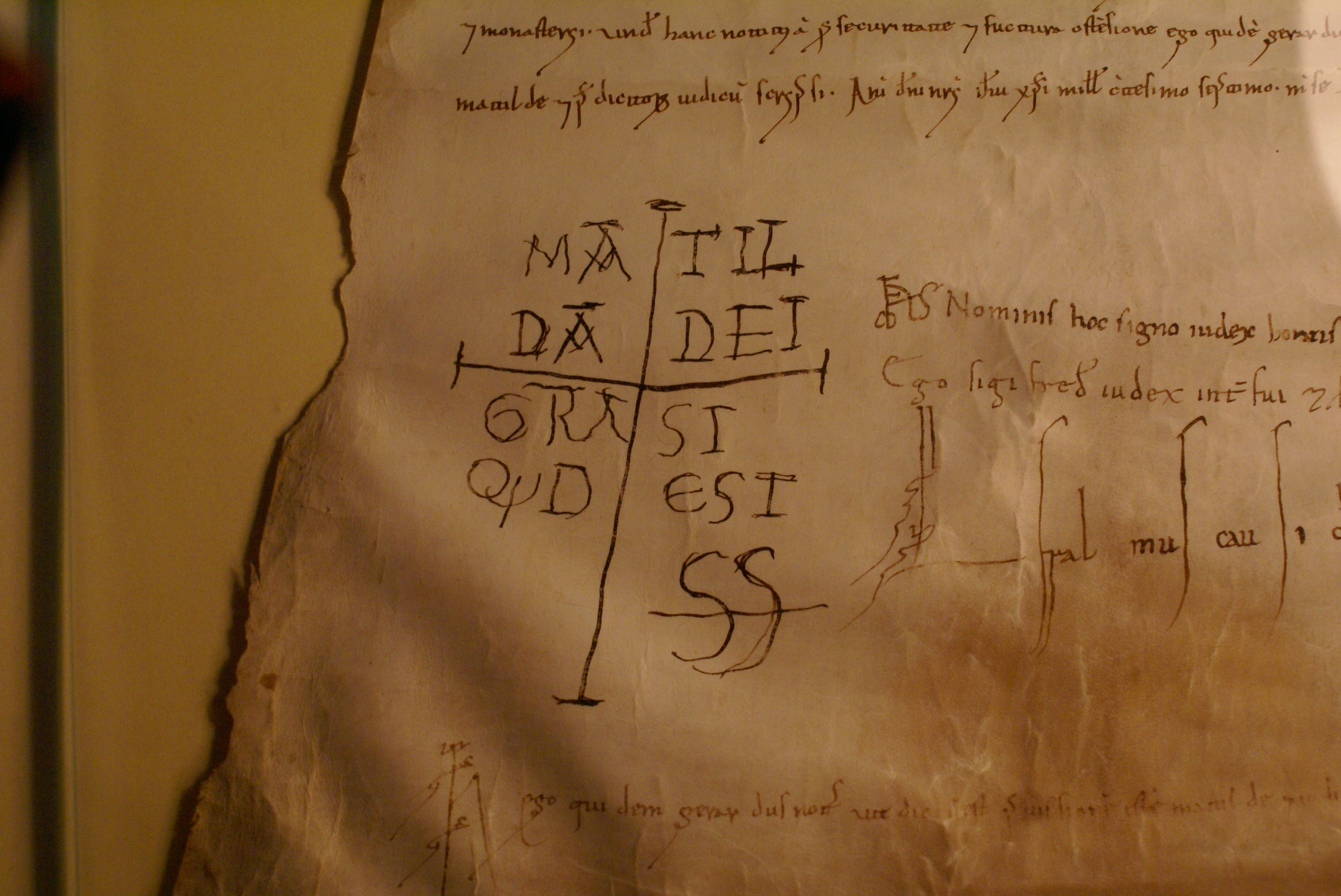
Semnătura Matildei (Matilda, Dei gratia si quid est), conform Notitia Confirmationis (Prato, iunie 1107), Archivio Storico Diocesano of Lucca, Diplomatico Arcivescovile, perg. ++ I29

## Moartea și succesiunea
Bolnavă de gută, Matilda a murit în 1115, moment care marchează sfârșitul unei ere în viața politică a Italiei. S-a spus că Matilda și-ar fi lăsat proprietățile papalității, însă această posibilă donație nu a fost niciodată înregistrată oficial. Henric al IV-lea promisese unora dintre orașele situate pe domeniile Matildei că, după destituirea ei, nu va numi niciun succesor la conducerea lor. După moartea Matildei, cetățenii  au preluat controlul acestor orașe ceea ce a dus la apariția orașelor-stat în Italia.
În secolul al XVII-lea rămășițele Matildei au fost strămutate pe colina Vaticanului unde se află acum Bazilica Sfântul Petru din Roma.

### Întemeierea de biserici
În mod tradițional, Matildei îi este atribuită întemeierea mai multor biserici, printre care:
- Sant'Andrea Apostolo de Vitriola, la Montefiorino (lângă Modena),
- San Giovanni Decollato, la Pescarolo ed Uniti (lângă Cremona),
- Santa Maria Assunta, la Monteveglio (lângă Bologna),
- San Martino in Barisano, lângă Forlì,
- San Zeno, la Cerea (lângă Verona).